# Nieuwe Maas

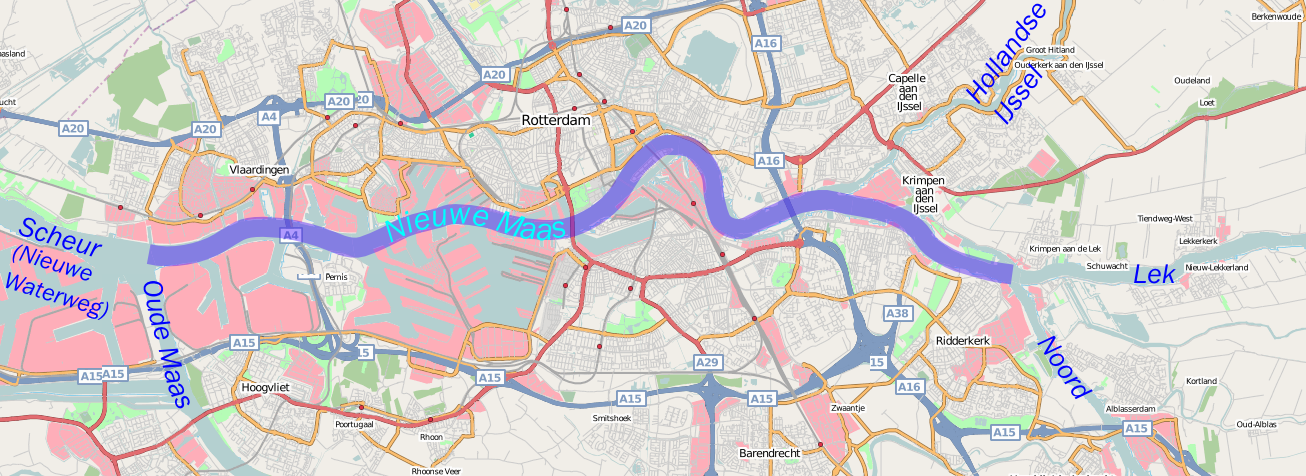
Verlauf der Nieuwe Maas

Die Nieuwe Maas (deutsch Neue Maas) ist ein rund 24 Kilometer langer Teil eines Hauptstroms im Rheindelta. Namensgebend ist die Maas, mit deren früherer Mündung (heute  Oude Maas) sich die  Nieuwe Maas  vereinigt. Die Nieuwe Maas beginnt als die bei Slikkerveer stattfindende Vereinigung des breiten Rheinarmes Lek und der schmaleren Noord, die vom Rheinarm Waal  abzweigt. Sie passiert Rotterdam mit dem drittgrößten Hafen der Welt, der auch von Seeschiffen befahren wird und ein wichtiger Umschlagplatz ist. Die Nieuwe Maas und die von links hinzugekommene Oude Maas fließen zusammen als  Nieuwe Waterweg zur Nordsee, die  bei Hoek van Holland erreicht wird.

## Geschichte
Früher floss die Nieuwe Maas ab der Einmündung der Oude Maas durch das heutige Botlekgebiet entlang Brielle zur Nordsee. Wegen der Versandung von Scheur und Nieuwe Maas wurde 1866 der Nieuwe Waterweg angelegt. Die ursprüngliche Mündung der Nieuwe Maas, dort auch Brielse Maas genannt, wurde 1950 bei Oostvoorne abgedämmt.
Das Scheur bog früher in Höhe des Maeslant-Sturmflutwehrs nach Süden, um durch das Oostvoornsemeer in der Nordsee zu münden. Beim Bau des Nieuwe Waterwegs wurde das Scheur abgedämmt. Dieser versandete Teil war auch als Pan oder Krim bekannt.
Der wichtigste Nebenfluss der Nieuwe Maas ist die Hollandse IJssel, die bei Kralingsveer einmündet. Weiter westlich münden noch die Rotte und die Schie. Die Nieuwe Maas fließt durch eines der dichtestbevölkerten Gebiete der Niederlande und ist an vielen Stellen überbrückt oder untertunnelt. Entlang ihres Verlaufs befinden sich, hauptsächlich auf der Südseite, umfangreiche Hafen- und Industriegebiete.